# Скеђа е Паскелупо
Скеђа е Паскелупо (итал. Scheggia e Pascelupo) је насеље у Италији у округу Перуђа, региону Умбрија.
Према процени из 2011. у насељу је живело 740 становника. Насеље се налази на надморској висини од 598 м.

## Становништво
Према резултатима пописа становништва 2011. у општини је живело 1.442 становника.
| 1931. | 1936. | 1951. | 1961. | 1971. | 1981. | 1991. | 2001. | 2011. |
| ----- | ----- | ----- | ----- | ----- | ----- | ----- | ----- | ----- |
| 3.648 | 3.456 | 3.026 | 2.397 | 1.711 | 1.681 | 1.557 | 1.477 | 1.442 |